# Babcock Mission Critical Services Onshore

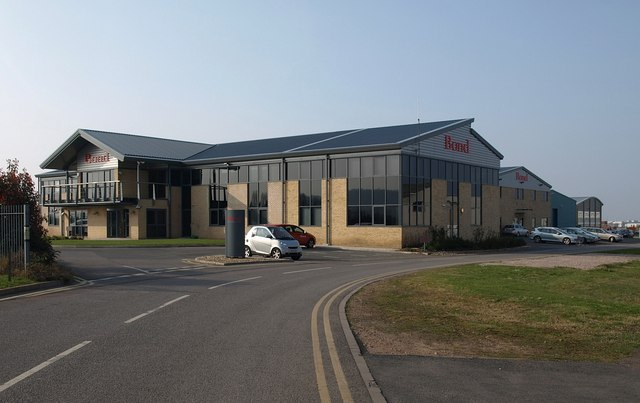
Siège social de Babcock Mission Critical Services Onshore, anciennement « Bond Air Services »

Babcock Mission Critical Services Onshore, anciennement Bond Air Services, est un exploitant d'hélicoptères servant d'ambulances aériennes au Royaume-Uni. Ils fournissent également des services à la police et aux parcs éoliens offshore. Babcock exploite une flotte mixte d'hélicoptères bimoteurs légers conçus sur mesure pour effectuer des tâches spécifiques et spécialisées.La société opère à partir de 22 bases au Royaume-Uni et en Irlande. Elle possède des installations de maintenance à Staverton et Glasgow.
Babcock Mission Critical Services Onshore a son siège à l'aéroport de Gloucestershire, qui abrite également leur simulateur de vol EC135.

## Services
Babcock travaille en partenariat avec des clients et des constructeurs d'avions, fournissant des services de conception et de finition sur mesure. Cela crée des appareils et des accessoires sur mesure conçus pour des rôles spécialisés allant du transport de nourrissons au fonctionnement sur des câbles haute tension sous tension.
En 2014, le National Police Air Service (en) (NPAS) a passé un contrat pour moderniser sept hélicoptères EC135T2 avec de nouvelles technologies de caméras et de systèmes de mission.
En 2015, Babcock a pris livraison d'un Eurocopter EC145, commandé l'année précédente pour être utilisé par l'East Anglian Air Ambulance (en). Ils ont depuis pris livraison de deux autres H145 pour le Scottish Ambulance Service. Un quatrième devait entrer en service pour le compte de l'association caritative East Anglian Air Ambulance en 2016. 
En 2018, la société commença à exploiter les Airbus Helicopters H135 T3 +.
Leur centre de formation comprend un simulateur de formation EC135 (niveau III FTD).

## Clients
Babcock exploite 32 hélicoptères, dont 28 hélicoptères d'ambulance aérienne sur 22 bases au Royaume-Uni et en Irlande. Ils fournissent des services d'hélicoptère à dix associations caritatives d'ambulance aérienne et au Scottish Ambulance Service. Ils exploitent un hélicoptère de soutien au profit de la Police Scotland et fournissent également un soutien par hélicoptère à l'industrie des énergies renouvelables.
Babcock a fourni un hélicoptère capable de fournir des services médicaux d'urgence de nuit (HEMS) à l'association caritative East Anglian Air Ambulance (en) en 2013.

## Prince William
En 2014, il a été annoncé que le prince William, duc de Cambridge, jouerait à plein temps un rôle de pilote chez Bond Air Services, basé à l'aéroport de Cambridge. Bien qu'il soit un pilote militaire qualifié capable d'opérer en tant que capitaine de Sea King, William avait besoin d'une licence de pilote civil et d'une formation supplémentaire avant de commencer les opérations de l'East Anglian Air Ambulance. Le duc a commencé ses vols opérationnels le 13 juillet 2015,i jusqu'en 2017. Son salaire a été reversé à une œuvre caritative.

## Accident
Le 29 novembre 2013, le G-SPAO, un EC-135T-2 opéré pour le compte de la Police Scotland, a percuté le toit du pub Clutha Vaults à Glasgow, tuant les trois personnes à bord et sept dans le bâtiment,.